# Sganarelle ou le Cocu imaginaire
Pour les articles homonymes, voir Sganarelle (homonymie).

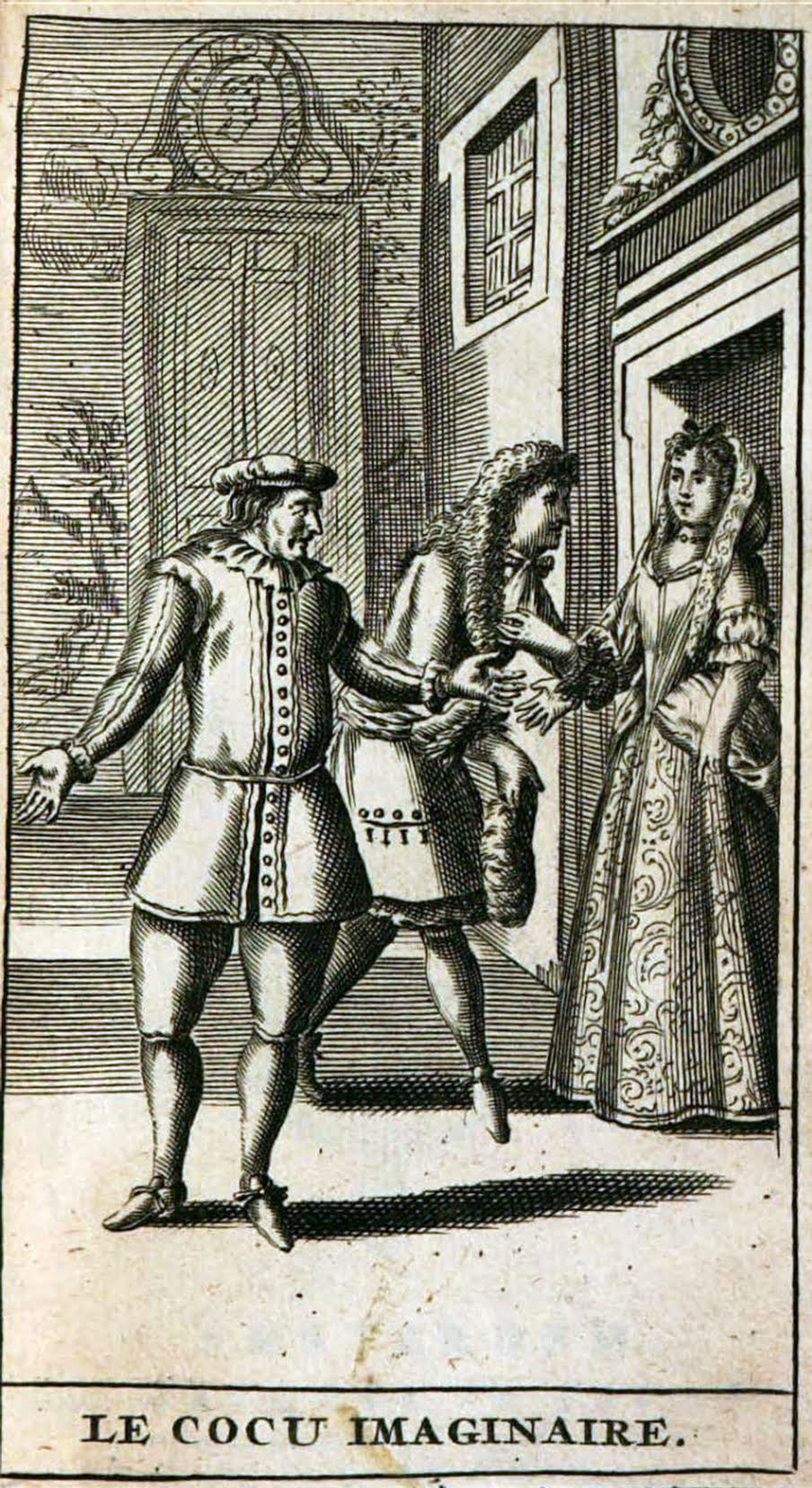
Frontispice de l'édition de 1682.

Sganarelle ou le Cocu imaginaire est une comédie en un acte et en vers de Molière, créée sur le Théâtre du Petit-Bourbon le 28 mai 1660 par la troupe de Monsieur, frère unique du Roi. Elle comporte 9 personnages soit Sganarelle, sa femme, Lélie, Célie, Gorgibus, La suivante, Gros-René, Le parent et Villebrequin.

## Argument
Sganarelle est marié. Célie et Lélie sont très amoureux. Célie perd un portrait de son cher et tendre et la femme de Sganarelle le trouve par terre. Sgnanarelle voit l'objet dans les mains de sa femme et pense qu'il s'agit de son amant. Il se croit alors cocu.

## Distribution
| Acteurs ayant créé les rôles                      |                  |
| Personnage                                        | Acteur           |
| Gorgibus, bourgeois de Paris                      | L'Espy           |
| Célie, sa fille                                   | Mlle Du Parc     |
| Lélie, amant de Célie                             | La Grange        |
| Gros-René, valet de Lélie                         | Du Parc          |
| Sganarelle, bourgeois de Paris et cocu imaginaire | Molière          |
| Sa femme                                          | Mlle de Brie     |
| Villebrequin, père de Valère                      | De Brie          |
| La suivante de Célie                              | Madeleine Béjart |
| Un parent de Sganarelle.                          | Armande Béjart   |

## Répliques célèbres
« Oui, son mari, vous-dis-je, et mari très marri. » (Sganarelle, scène IX, vers 292)
« A-t-on mieux cru jamais être cocu que moi.
Vous voyez qu’en ce fait la plus forte apparence
Peut jeter dans l’esprit une fausse créance :
De cet exemple-ci, ressouvenez-vous bien,
Et quand vous verriez tout, ne croyez jamais rien. » (Sganarelle, scène dernière)

## Canicule
Le mot canicule est emprunté au latin canicula, diminutif de canis "chien" à la fin du XVe siècle. Après s'être spécialisé en astronomie en 1539, pour la constellation de la Canicule (Canis Major), il signifiait également son étoile principale Sirius, la plus brillante étoile du ciel, puis a pris le sens de "époque à laquelle le soleil et Sirius se lèvent en même temps (du 22 juillet au 23 août) ", que  Molière emploie dans cette pièce (I,2). C'est la raison pour laquelle ce mot s'est répandu au sens de "très forte chaleur", son origine étant oubliée.  

## Sources d'inspiration pour des œuvres récentes
La série Draculi & Gandolfi de Guillaume Sanjorge présente un roi, joué par Michel La Rosa, qui fait face à l'infidélité de sa reine, interprétée par Karine Lima, tandis que le royaume se moque de sa situation de cocu.